# Mengke Bate’er
Mengke Bate’er (mong. ᠮᠥᠩᠬᠡᠪᠠᠭᠠᠲᠤᠷ, Möngke Baɣatur; chiń. 孟克·巴特尔; pinyin Mèngkè Bātè’ěr; ur. 20 listopada 1975 w Hanggin Qi) – chiński koszykarz, występujący na pozycji środkowego, pochodzący z Mongolii Wewnętrznej.

## Osiągnięcia
Na podstawie, o ile nie zaznaczono inaczej.
Drużynowe
- Mistrz:
  -  NBA (2003)
  - Chin–CBA (2014)
- Wicemistrz Chin (2009–2011)
- Brązowy medalista mistrzostw Chin (1996, 2002)

Indywidualne
- MVP:
  - CBA (2009–2011)
  - meczu gwiazd CBA (2002, 2005)
- Zawodnik Roku CBA (2006 według asia-basket.com)[5]
- Chiński Zawodnik Roku CBA (2009 według asia-basket.com)[6]
- Najlepszy Środkowy CBA (2008, 2010 według asia-basket.com)[7][8]
- Uczestnik meczu gwiazd CBA (2001, 2002, 2005, 2006, 2008–2012)
- Wybrany do (przez asia-basket.com):
  - I składu:
    - CBA (2006, 2008, 2010)[5][7][8]
    - najlepszych zawodników chińskich CBA (2006, 2008, 2009, 2010, 2011)[5][7][6][8][9]

  - II składu CBA (2009)[6]
- Lider CBA w zbiórkach (1998)

Reprezentacja
- Mistrz:
  - igrzysk azjatyckich (1994, 1998)
  - Azji (1993, 1995)
  - Azji U–18 (1992)
- Wicemistrz:
  - igrzysk azjatyckich (2002)
  - Uniwersjady (2001)
- Uczestnik:
  - igrzysk:
    - olimpijskich (1996 – 8. miejsce, 2000 – 10. miejsce, 2004 – 8. miejsce)
    - azjatyckich (1994, 1998, 2002)
    - Dobrej Woli (1998)

  - mistrzostw:
    - świata (2002 – 12. miejsce)
    - Azji (1993, 1995)

  - turnieju Diamond Ball (2000 – 5. miejsce, 2004 – 4. miejsce)

## Filmografia
Na podstawie, o ile nie zaznaczono inaczej.
| Rok  | Angielski tytuł          | Oryginalny tytuł | Rola        |
| ---- | ------------------------ | ---------------- | ----------- |
| 2005 | The Blue Xanadu          | 蔚藍色的杭蓋     | Yela        |
| 2009 | Bodyguards and Assassins | 十月圍城         | Wang Fuming |
| 2010 | Here Comes Fortune       | 財神到           | Gong hitter |